# NGC 3288
إن جي سي 3288 التي يرمز لها بالرمز NGC 3288، هي مجرة، في كوكبة الدب الأكبر.

## الاكتشاف
اكتشفت في 9 أبريل 1793، بواسطة ويليام هيرشل.

## روابط خارجية
- NGC 3288 على موقع ويكي سكاي: DSS2, SDSS, GALEX, IRAS, Hydrogen α, X-Ray, Astrophoto, Sky Map, Articles and images